# ميرتل كاغل
ميرتل «كاي» طومسون (3 يونيو 1925 -22 ديسمبر 2019) كانت طيارة أمريكية وواحدة من مجموعة ميركوري 13 لرواد الفضاء الإناث. عملت كمدربة طيران وكتبت عن الطيران في ولاية كارولينا الشمالية.

## حياتها الشخصية

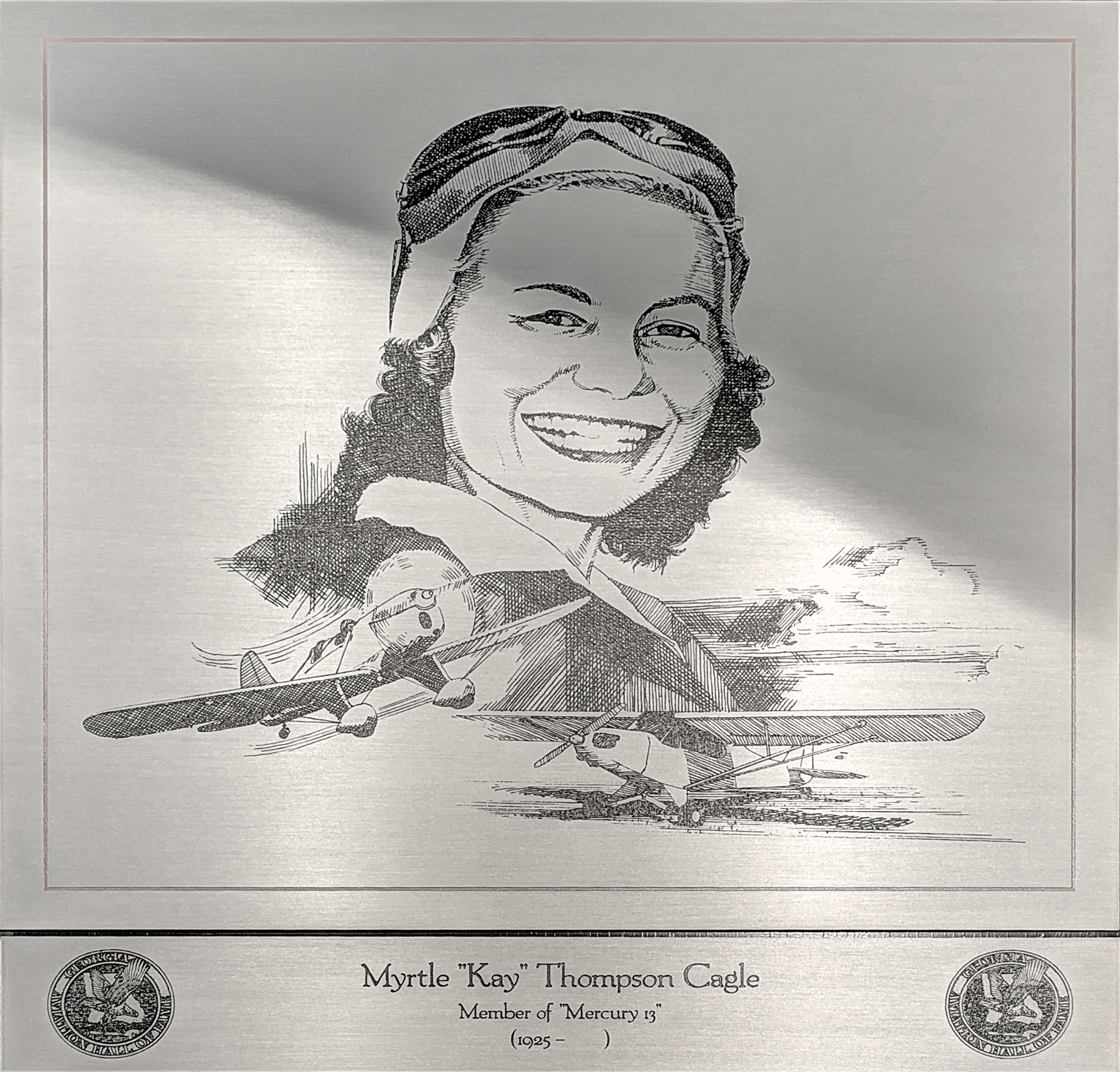
Myrtle Cagle وهي طيارة امريكية وواحدة من مجموعة ميركوري 13 لرواد الفضاء الأناث

### ما قبل ميركوري 13
في 3 يونيو 1925 ولدت كاغل في ولاية كارولينا الشمالية. عشقت الطيران منذ الصغر. وعندما كانت في الثانية عشر من عمرها، علمها اشقاؤها الطيران بواسطة الطائرة التي كانوا يملوكنها. وعندما أصبحت في سن 14 كانت اصغر طيار في ولاية كارولينا الشمالية، وربما كانت اصغر طيار في الولايات المتحدة في ذلك الوقت. انضمت إلي فصل الطيران في المدرسة الثانوية وتم تجنيدها كمدرب المدرسة للقتال للاجل الحرب العالمية الثانية وانهت فتره تدريسها. حصلت كاغل علي رخصة كمدرب طيران وكانت تلقب (كابتن ك). وعندما كانت في سن التاسعه عشر حصلت علي طائرة خاصه بها.
انضمت كاغل إلى دورية الطيران المدني، وهي الدوريات التسعين، وأرادت أن تصبح طائرة من طراز WASP. في عام 1950، حصلت على كأس في باودر باف ديربي. وحصلت على رخصة الطيارين التجاريين مع تصنيفات طائرة فردية ومتعددة المحركات الأرضية وتصنيفات الآلات بحلول عام 1951. كما أنها كانت مدربة طيران معتمدة ومدربة أدوات الطيران ومدربة أرضية. كانت مدرستها للطيران تقع في سلمى.
بدأ كاغل في كتابة عمود بعنوان «التيارات الجوية» في عام 1946 لصحيفة جونستونيان صن في سلمى. وفي وقت لاحق نُقل العمود إلى رالي نيوز والمراقب من 1953 إلى 1960. عندما طارت طائرة تدريب نفاثة من طراز T-33، أصبحت واحدة من خمس نساء فقط «قمن بقيادة طائرة نفاثة».

### ميركوري 13
تزوجت كاغل من تلميذ سابق لها وهو والت كاغل في عام 1960. وكان فستان زفافها من المظلات. وبعد ذلك انتقلت الي ماكون، جورجيا، في عام 1961. وبعد وقت قصير من وصولها، دعيت للمشاركة في برنامج المرأة الجديدة في الفضاء. ولقد حققت كاغل 4300 ساعة طيران اثناء اشتاركها في البرنامج. وفي نهاية المطاف أصبحت كاغل والمشاركات الإثني عشر الأخريات معروفات باسم "Mercury 13". خلال البرنامج، تم تحذير كاغل من قبل المديرين بعدم الحمل. ومن بين الاختبارات العديدة التي خضعت لها كجزء من البرنامج، لاحظت أن أحد أسوأ الاختبارات التي واجهتها كان تجميد طبلة أذنها.

### بعد ميركوري 13
رجعت كاغل لتدريس الطلاب الطيران كما انضمت إلي جامعة ميرسر. واكملت المشاركة في دورية الطيران المدني وفي عام 1964 شاركت في سباق الطيران الدولي للسيدات. وفي عام 1986، أصبحت عضوًا في فريق فريق وارنر روبينز للخدمات اللوجستية الجوية. وفي عام 1988، أصبحت كاغل ثاني امرأة تتخرج بتصنيف ميكانيكي هيكل الطائرة ومحركات توليد الطاقة من معهد جورجيا التقني. استمرات تقود طائرة سيسنا ذات المحرك الواحد في عام 1998 عن عمر يناهز 73 عامًا.
على الرغم من تقاعدها من التدريس في قاعدة روبينز الجوية. في 26 أبريل 2003، أُدخلت كاغل في قاعة مشاهير طيران جورجيا. وفي عام 2007، حصلت هي وثمانية من خريجي ميركوري 13 على درجة الدكتوراه الفخرية من جامعة ويسكونسن-أوشكوش.

## الوفاة
توفت كاغل في 22 ديسمبر 2019.